# Nealcidion
Nealcidion is een kevergeslacht uit de familie van de boktorren (Cerambycidae). De wetenschappelijke naam van het geslacht werd voor het eerst geldig gepubliceerd in 1977 door Monné.

## Soorten
Nealcidion omvat de volgende soorten:
- Nealcidion adjunctum (Thomson, 1865)
- Nealcidion albatum Monné & Delfino, 1986
- Nealcidion albolineatum Monné M. A. & Monné M. L., 2009
- Nealcidion alboplagiatum (Martins & Monné, 1974)
- Nealcidion antennatum Monné M. A. & Monné M. L., 2009
- Nealcidion armatum Monné & Delfino, 1986
- Nealcidion badium Monné & Delfino, 1986
- Nealcidion batesii (Kirsch, 1889)
- Nealcidion bicristatum (Bates, 1863)
- Nealcidion bispinum (Bates, 1863)
- Nealcidion brachiale (Bates, 1872)
- Nealcidion bruchi (Melzer, 1935)
- Nealcidion cereicola (Fisher, 1936)
- Nealcidion costatum (Monné & Martins, 1976)
- Nealcidion coxale (Kirsch, 1889)
- Nealcidion cristulatum Monné & Delfino, 1986
- Nealcidion cuspidatum Monné, 1998
- Nealcidion cyllenoide (Aurivillius, 1925)
- Nealcidion decoratum (Melzer, 1932)
- Nealcidion elegans Monné M. A. & Monné M. L., 2009
- Nealcidion elongatum Monné, 1998
- Nealcidion emeritum (Erichson, 1847)
- Nealcidion eulophum (Bates, 1881)
- Nealcidion femoratum (Monné & Martins, 1976)
- Nealcidion formosum (Monné & Martins, 1976)
- Nealcidion furciferum (Bates, 1881)
- Nealcidion griseum (Aurivillius, 1900)
- Nealcidion humerosum (Bates, 1880)
- Nealcidion hylaeanum (Monné & Martins, 1976)
- Nealcidion interrogationis (Bates, 1863)
- Nealcidion laetulum (Bates, 1880)
- Nealcidion latipenne (Bates, 1863)
- Nealcidion latum (Thomson, 1860)
- Nealcidion lineatum (Bates, 1863)
- Nealcidion melasmum Monné & Delfino, 1986
- Nealcidion meridanum Monné & Delfino, 1986
- Nealcidion minimum (Bates, 1863)
- Nealcidion murinum Monné, 1998
- Nealcidion nebulosum (Bates, 1880)
- Nealcidion oculatum (Bates, 1863)
- Nealcidion omissum (Martins & Monné, 1974)
- Nealcidion parallelum (Monné & Martins, 1976)
- Nealcidion privatum (Pascoe, 1866)
- Nealcidion pulchrum (Bates, 1880)
- Nealcidion quinquemaculatum (Tippmann, 1960)
- Nealcidion scutellatum (Bates, 1881)
- Nealcidion sexguttatum Monné & Delfino, 1986
- Nealcidion sexnotatum (Waterhouse, 1901)
- Nealcidion silvai Monné & Delfino, 1986
- Nealcidion simillimum (Melzer, 1932)
- Nealcidion singulare Monné, 1998
- Nealcidion socium (Gahan, 1895)
- Nealcidion spinosum Monné & Delfino, 1986
- Nealcidion strigilis (Erichson, 1847)
- Nealcidion triangulare (Bates, 1863)
- Nealcidion trivittatum (Bates, 1863)
- Nealcidion venosum (Bates, 1880)